# Northrop X-4 Bantam
Нортроп X-4 Бентам (англ. Nortrop X-4 Bantam) — экспериментальный самолет для исследований крыла стреловидной формы на околозвуковых скоростях полёта (до М = 0,85). Всего фирмой Northrop Grumman было изготовлено два экземпляра самолёта. Первый совершил первый полёт 15 декабря 1948 года, второй впервые поднялся в воздух 7 июня 1949 года. Из-за механических дефектов лётные испытания первого экземпляра прекратили после совершения 10 полётов. Второй экземпляр после совершения по программе испытаний 20 полётов был передан National Advisory Committee for Aeronautics (предшественник NASA), где использовался для исследования устойчивости в полёте на околозвуковых скоростях. Исследовательская программа была закрыта 17 февраля 1957 года.

## Лётно-технические характеристики

### Технические характеристики
- Экипаж: 1 человек
- Длина: 7,1 м
- Размах крыла: 8,2 м
- Высота: 4,5 м
- Масса пустого: 2 540 кг
- Масса снаряженного: 3 550 кг
- Максимальная взлетная масса: 6 990 кг
- Двигатели: 2× ТРД Westinghouse J30
- Тяга: 2× 7,1 кН

### Лётные характеристики
- Максимальная скорость: 1 035 км/ч
- Практический потолок: 13 400 м